# اوردا

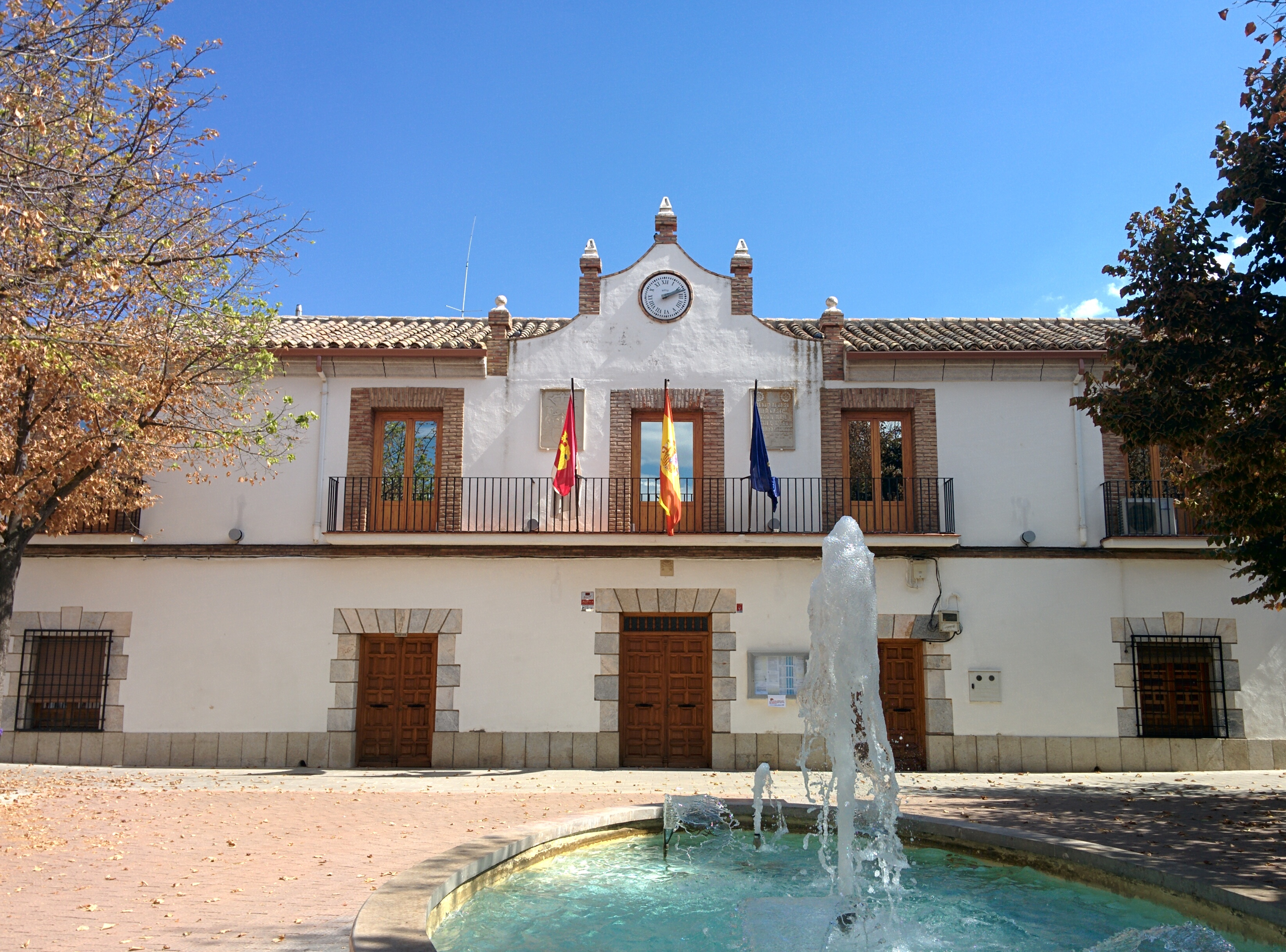
خانه جذاب اوردا

اوردا (به اسپانیایی: Urda, Toledo) یک شهرستان در اسپانیا است که در استان تولدو واقع شده‌است.

## خصوصیات
اوردا ۲۱۷ کیلومترمربع مساحت و ۱٬۰۰۰ نفر جمعیت دارد و ۷۶۳ متر بالاتر از سطح دریا واقع شده‌است.